# ケイアイピー

株式会社ケイアイピーは、日本の事務機器の製造者である桂川電機株式会社の100%子会社である。
主に大判複合複写機、大判スキャナ、大判プリンタの販売・システムの開発及び保守メンテナンスを手がける。アパチャカードと呼ばれるマイクロフィルムを国内に普及させ、マイクロフィルム感剤及び機器の販売も行っている。

## 沿革
- 1986年 - ケイアイピー・イメージ・インテグレーション株式会社として設立
- 1992年 - 世界初A0判デジタル複写機を発売。
- 1993年 - アパチャカードスキャナ発売。
- 1994年 - 株式会社ケイアイピーに社名変更。
- 2005年 - A0サイズ対応のフルカラースキャナを販売。
- 2008年 - A0サイズ対応のフルカラープリンタを販売。(LED感光体方式でCMYK4色印刷のA0幅印刷は世界初)

## 会社概要
- 商号: 株式会社ケイアイピー
- 本社: 東京都大田区矢口1-5-1
- 資本金: 5千万円(2011年3月31日現在)